# Puy de Peyre-Arse
Le puy de Peyre-Arse est un sommet du massif volcanique du Cantal (Massif central) séparant les vallées de la Jordanne, de l'Impradine et de la Santoire. Il culmine à 1 806 mètres.

## Toponymie
Pèira arsa pourrait signifier « pierre brûlée » en auvergnat, le nom évoquant le chaos rocheux et les petites falaises qui forment le sommet[réf. nécessaire]. Jusqu'à la fin du XIXe siècle, toutefois, on disait (et on écrivait) Peyrarche, de peyra archa, la « pierre arquée », en forme d'arc. Les deux pointes du sommet forment en effet un arc de cercle, vues depuis l'est.

## Géographie

### Géologie
Le Peyre-Arse est constitué de deux coulées de trachy-andésite datées de 7,8 Ma qui forment une « falaise » au sommet (visible sur la photo). Ces coulées surmontent des lahars constitués de cendres et de ponces.

### Climat
Au sommet, le climat est de type montagnard du fait de l'altitude relativement élevée. Une triple influence apparaît à plus basse altitude avec une influence semi-continentale, une influence océanique et une influence méditerranéenne.
En hiver, le versant oriental est particulièrement avalancheux et des névés s'y attardent jusqu'en juin-juillet.

### Faune et flore
Le puy de Peyre-Arse est couvert de pâturages subalpins à bruyère. Il abrite quelques moutons, chamois et grands corbeaux.

## Accès

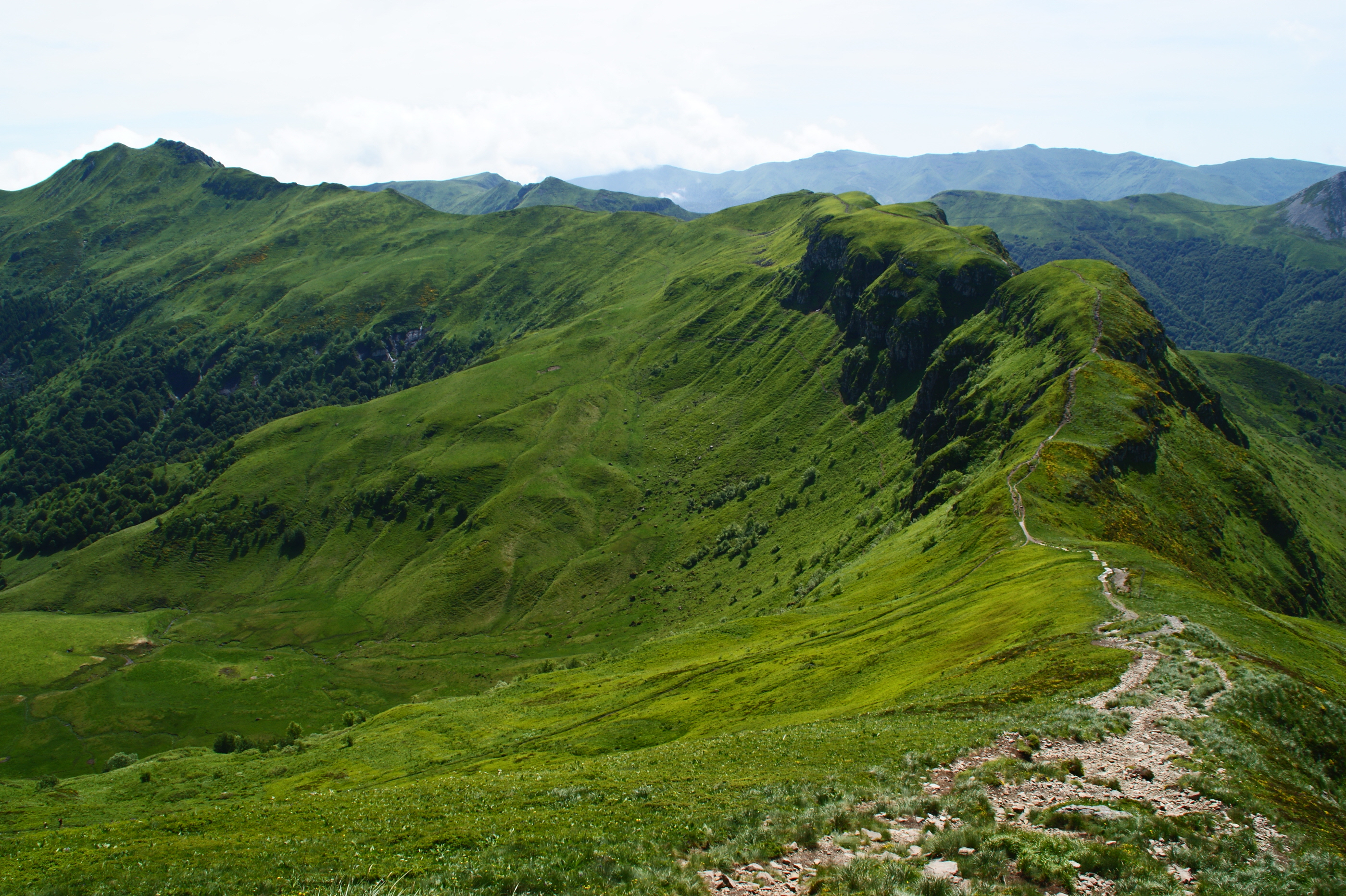
Les « fours de Peyre-Arse » coupés par la brèche de Roland. Le puy de Peyre-Arse est à gauche.

La voie d'ascension la plus facile est le GR 4, à l'ouest, qui suit la ligne de crête entre le puy Mary et le Peyre-Arse. Cette crête est dénommée « fours de Peyre-Arse » (de son vrai nom : les Parétounes, les « petits murs ») avec pour seul passage délicat, le Pourtaou (« le portail » en auvergnat), aussi nommé brèche de Roland, en référence à sa ressemblance avec celle des Pyrénées. L'accès peut aussi se faire par le sud-est (col de Cabre) mais la montée est nettement plus physique.

## Dans la culture

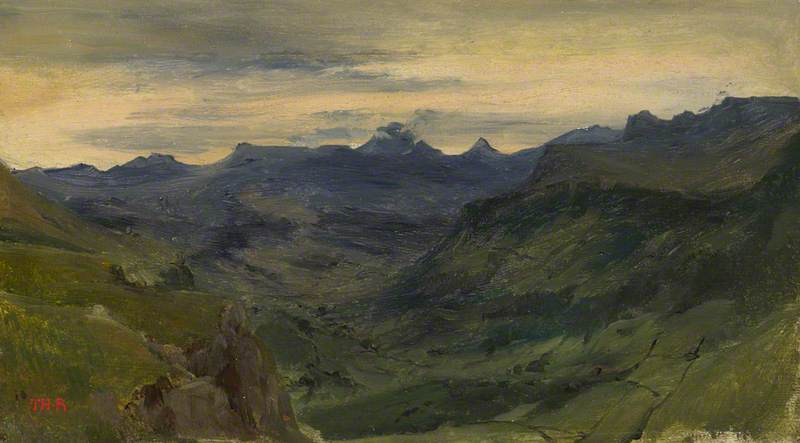
La Vallée de Saint-Vincent
Théodore Rousseau, 1830
National Gallery, Londres.

Le peintre Théodore Rousseau voyage dans le Cantal en 1830 et y produit de nombreuses études dont celle de la vallée de Saint-Vincent-de-Salers. La vallée est traversée par la rivière Mars, et abrite de nombreux villages. Le puy Mary est au centre, à sa gauche se trouve le petit pic du puy de Peyre-Arse, et sous le pic pointu à droite se trouve le col du Redondet.